# 路去病
路去病，北齐、北周、隋朝官员，阳平（今河北省馆陶县）人。
路去病风度俊秀，仪表不凡。初任开府参军。齐武成帝河清初年，为殿中侍御史，弹劾不避贵戚，以正直知名。朝廷下令用士人为县令，以路去病为定州饶阳县令。路去病通晓时务，性情严厉刚毅，人不敢欺，为人清廉公平，为官民叹服。武平四年（573年），擢升为成安县令。京都邺城下有邺县、临漳县、成安县三县，天子脚下，号称难治，当时朝政混乱，纲常不立，功臣内戚，请托不断。路去病排除矛盾，以理抗争。权势之徒，家中豢养的小人，无不害怕他的风格，但又不至于嫌恨。自从迁都邺城以来，考察京都三县令的治政，路去病排名称首。周武帝平北齐，看重他为官的才能，与济阴郡守公孙景茂二人不被替换，而且下诏褒扬。后来因为尉迟迥之事被牵连。隋炀帝大业初年，在冀氏县令任上去世。